# Lotte Motz
Lotte Motz (geboren 16. August 1922 in Wien; gestorben 24. Dezember 1997) war eine österreichisch-amerikanische anglistische, germanistische und skandinavistische Mediävistin. Motz forschte und publizierte insbesondere zu Fragen der Germanischen Mythologie und Religion in Verbindung mit anderen Indogermanischen Kulturen.

## Leben
Motz, geboren als Lotte Edlis, floh 1941 mit ihrer Familie aus dem Deutschen Reich in die Vereinigten Staaten. An der Stanford University und an der University of Wisconsin studierte sie deutsche Sprache und Literatur sowie Germanisches Philologie unter Einschluss der altenglischen Sprache und Literatur und promovierte zum Dr. phil. 1955 nahm sie eine Dozentur für Altenglisch an der Universität Oxford an. Später wechselte sie an die City University of New York für eine Professur für ältere deutsche und englische Sprache und Literatur bis zu ihrer Emeritierung 1984.